# Femurkopffraktur
Eine Femurkopffraktur oder Hüftkopffraktur ist ein Knochenbruch (Fraktur) des Kopfes (Caput) des Oberschenkelknochens (Femur). Sie tritt äußerst selten auf. Diese Fraktur entsteht meist durch erhebliche Gewalteinwirkung besonders bei Verkehrsunfällen. Dabei prallt das Knie des Fahrers an das Armaturenbrett. Die Kraft wird über den Oberschenkel in das Hüftgelenk fortgeleitet, wo es zum Ausbruch des Femurkopfes kommt. Diese Verletzung ist häufig mit einer Hüftgelenksluxation und einem Hüftpfannenbruch verbunden.

## Einteilung

Schenkelhals und Femurkopf

Die häufigste Klassifikation ist die nach Pipkin:
| Einteilung der Femurkopfnekrose nach Pipkin | Einteilung der Femurkopfnekrose nach Pipkin            | Einteilung der Femurkopfnekrose nach Pipkin |
| Pipkin                                      | Beschreibung                                           |                                             |
| ------------------------------------------- | ------------------------------------------------------ | ------------------------------------------- |
| I                                           | Bruch des Femurkopfes unterhalb der Belastungszone     |                                             |
| II                                          | Bruch des Femurkopfes oberhalb der Belastungszone      |                                             |
| III                                         | Typ I oder II kombiniert mit einer Schenkelhalsfraktur |                                             |
| IV                                          | Typ I oder II kombiniert mit einem Hüftpfannenbruch    |                                             |

## Symptome und klinisches Bild
Das Bein ist nach außen rotiert, verkürzt und nach innen gezogen. die Hüfte ist schmerzhaft und kann kaum bewegt werden.
Eine Röntgenaufnahme und eine Computertomographie sind zur genauen Beurteilung der Verletzung notwendig.

## Therapie
Ein sofortiges Einrenken der Hüftgelenksluxation ist anzustreben.
Danach wird eine genaue Röntgendiagnostik durchgeführt und über eine Operation entschieden. Hierbei werden dann die Bruchstücke verschraubt oder mit Drähten fixiert und Begleitverletzungen an der Hüftgelenkspfanne oder dem Schenkelhals versorgt.

## Komplikationen
- Verletzung des Nervus ischiadicus
- Nekrose des Femurkopfes
- Hüftgelenksarthrose